# Soutěž mladých jezdců na Tour de France
Bílý trikot je udělován pro nejlepšího mladého jezdce v celkovém pořadí Tour de France. Vítězi této klasifikace musí být ve věku do 25 let (počítáno od 1. ledna roku, ve kterém je pořádán závod).

## Vítěz podle roku

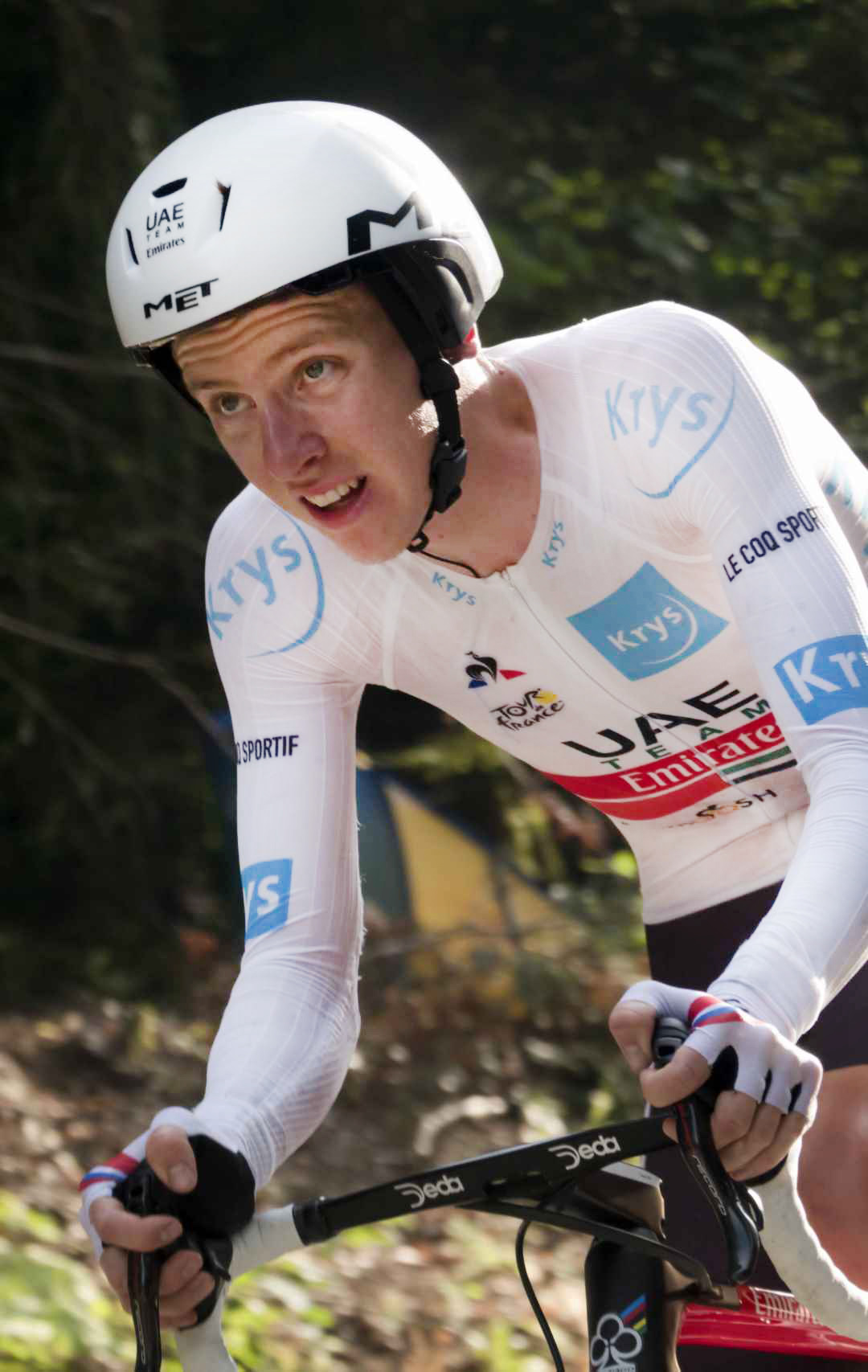
Tadej Pogačar Slovinsko – 4× vítěz.
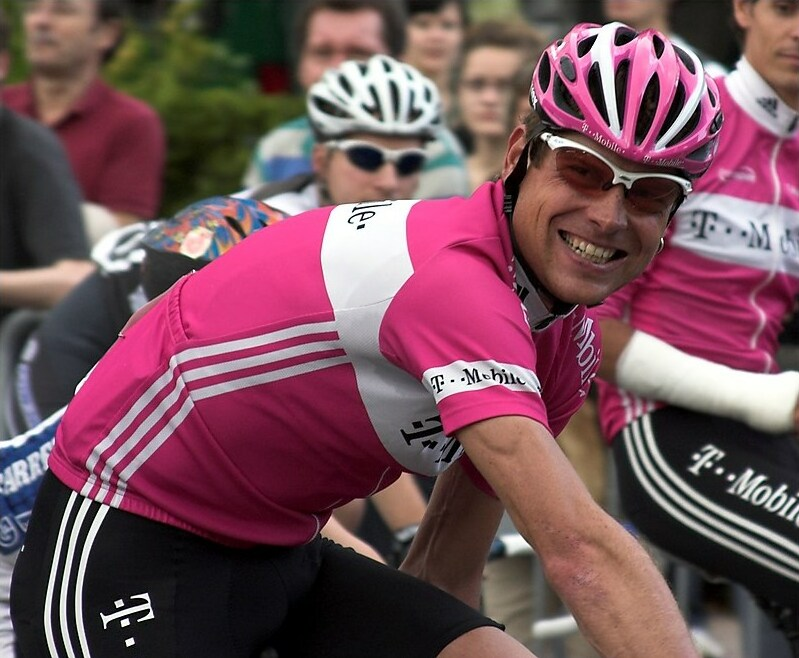
Jan Ullrich Německo – 3× vítěz.
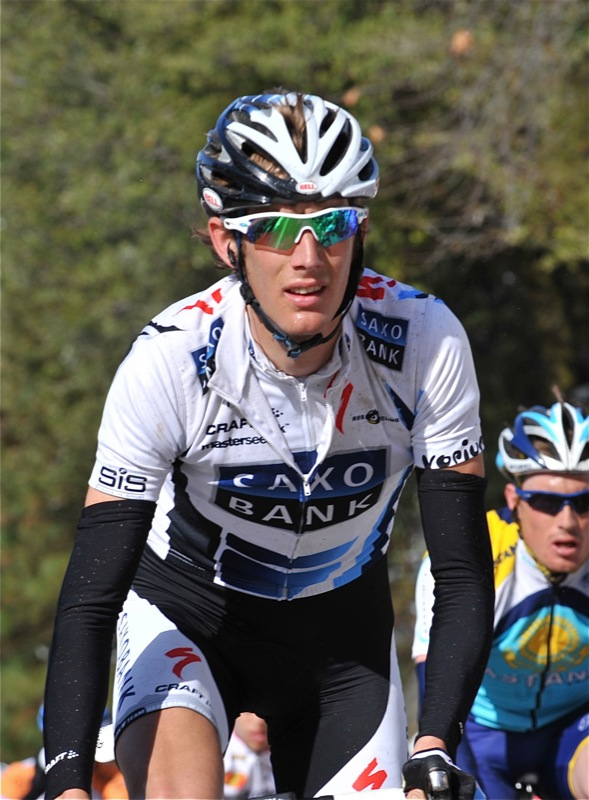
Andy Schleck Lucembursko – 3× vítěz.

| Rok  | Cyklista                 | Stát               | Družstvo                           |
| ---- | ------------------------ | ------------------ | ---------------------------------- |
| 2025 | Florian Lipowitz         | Německo            | Red Bull–Bora–Hansgrohe            |
| 2024 | Remco Evenepoel          | Belgie             | Soudal–Quick-Step                  |
| 2023 | Tadej Pogačar            | Slovinsko          | UAE Team Emirates                  |
| 2022 | Tadej Pogačar            | Slovinsko          | UAE Team Emirates                  |
| 2021 | Tadej Pogačar            | Slovinsko          | UAE Team Emirates                  |
| 2020 | Tadej Pogačar            | Slovinsko          | UAE Team Emirates                  |
| 2019 | Egan Bernal              | Kolumbie           | Team INEOS                         |
| 2018 | Pierre Latour            | Francie            | AG2R La Mondiale                   |
| 2017 | Simon Yates              | Spojené království | Orica-Scott                        |
| 2016 | Adam Yates               | Spojené království | Orica-BikeExchange                 |
| 2015 | Nairo Quintana           | Kolumbie           | Movistar Team                      |
| 2014 | Thibaut Pinot            | Francie            | FDJ                                |
| 2013 | Nairo Quintana           | Kolumbie           | Movistar Team                      |
| 2012 | Tejay van Garderen       | USA                | BMC Racing Team                    |
| 2011 | Pierre Rolland           | Francie            | Europcar                           |
| 2010 | Andy Schleck             | Lucembursko        | Team Saxo Bank                     |
| 2009 | Andy Schleck             | Lucembursko        | Team Saxo Bank                     |
| 2008 | Andy Schleck             | Lucembursko        | Team CSC Saxo Bank                 |
| 2007 | Alberto Contador         | Španělsko          | Discovery Channel Pro Cycling Team |
| 2006 | Damiano Cunego           | Itálie             | Lampre-Fondital                    |
| 2005 | Jaroslav Popovyč         | Ukrajina           | Discovery Channel Pro Cycling Team |
| 2004 | Vladimir Karpec          | Rusko              | Caisse d'Epargne - Illes Balears   |
| 2003 | Děnis Meňšov             | Rusko              | iBanesto.com                       |
| 2002 | Ivan Basso               | Itálie             | Fassa Bortolo                      |
| 2001 | Oscar Sevilla            | Španělsko          | Kelme                              |
| 2000 | Francisco Mancebo        | Španělsko          | Banesto                            |
| 1999 | Benoit Salmon            | Francie            | Casino                             |
| 1998 | Jan Ullrich              | Německo            | Deutsche Telekom                   |
| 1997 | Jan Ullrich              | Německo            | Deutsche Telekom                   |
| 1996 | Jan Ullrich              | Německo            | Deutsche Telekom                   |
| 1995 | Marco Pantani            | Itálie             | Carrera                            |
| 1994 | Marco Pantani            | Itálie             | Carrera                            |
| 1993 | Antonio Martín Velasco   | Španělsko          | Amaya Seguros                      |
| 1992 | Eddy Bouwmans            | Nizozemsko         | Panasonic                          |
| 1991 | Alvaro Mejia             | Kolumbie           | Ryalco                             |
| 1990 | Gilles Delion            | Francie            | Helvetia                           |
| 1989 | Fabrice Philipot         | Francie            | Toshiba                            |
| 1988 | Erik Breukink            | Nizozemsko         | Panasonic                          |
| 1987 | Raúl Alcalá              | Mexiko             | 7-11                               |
| 1986 | Andrew Hampsten          | USA                | La Vie Claire                      |
| 1985 | Fabio Parra              | Kolumbie           | Cafe de Colombia                   |
| 1984 | Greg LeMond              | USA                | Renault                            |
| 1983 | Laurent Fignon           | Francie            | Renault                            |
| 1982 | Phil Anderson            | Austrálie          | Peugeot                            |
| 1981 | Peter Winnen             | Nizozemsko         | Capri Sonne                        |
| 1980 | Johan Van der Velde      | Nizozemsko         | Ti Raleigh                         |
| 1979 | Jean-Rene Bernaudeau     | Francie            | Renault                            |
| 1978 | Henk Lubberding          | Nizozemsko         | Ti Raleigh                         |
| 1977 | Dietrich Thurau          | Německo            | Ti-Raleigh                         |
| 1976 | Enrique Martinez-Heredia | Španělsko          | Kas-Campagnolo                     |
| 1975 | Francesco Moser          | Itálie             | Filotex                            |

### Vítězství jednotlivců
| Stát        | Poslední vítězství (rok) | Počet vítězství |
| ----------- | ------------------------ | --------------- |
| Slovinsko   | Tadej Pogačar (2023)     | 4               |
| Německo     | Jan Ullrich (1998)       | 3               |
| Lucembursko | Andy Schleck (2010)      | 3               |
| Itálie      | Marco Pantani (1995)     | 2               |
| Kolumbie    | Nairo Quintana (2015)    | 2               |

### Vítězství podle státu
| Země        | Počet vítězství | Vítězné roky                                                                  |
| ----------- | --------------- | ----------------------------------------------------------------------------- |
| Francie     | 8               | 1979, 1983, 1989, 1990, 1999, 2011, 2014, 2018 Pierre Latour (poslední vítěz) |
| Itálie      | 5               | 1975, 1994, 1995, 2002, 2006 Damiano Cunego (poslední vítěz)                  |
| Nizozemsko  | 5               | 1978, 1980, 1981, 1988, 1992 Eddy Bouwmans (poslední vítěz)                   |
| Španělsko   | 5               | 1976, 1993, 2000, 2001, 2007 Alberto Contador (poslední vítěz)                |
| Kolumbie    | 5               | 1985, 1991, 2013, 2015, 2019 Egan Bernal (poslední vítěz)                     |
| Slovinsko   | 4               | 2020, 2021, 2022, 2023 Tadej Pogačar (poslední vítěz)                         |
| Německo     | 4               | 1995, 1996, 1997, 2025 Florian Lipowitz (poslední vítěz)                      |
| Lucembursko | 3               | 2008, 2009, 2010 Andy Schleck (poslední vítěz)                                |
| USA         | 3               | 1984, 1986, 2012 Tejay van Garderen (poslední vítěz)                          |
| Rusko       | 2               | 2003, 2004 Vladimír Karpets (poslední vítěz)                                  |
| Austrálie   | 1               | 1982 Phil Anderson (poslední vítěz)                                           |
| Mexiko      | 1               | 1987 Raúl Alcalá (poslední vítěz)                                             |
| Ukrajina    | 1               | 2005 Jaroslav Popovyč (poslední vítěz)                                        |
| Belgie      | 1               | 2024 Remco Evenepoel (poslední vítěz)                                         |